# Poziom genetyczny gleby

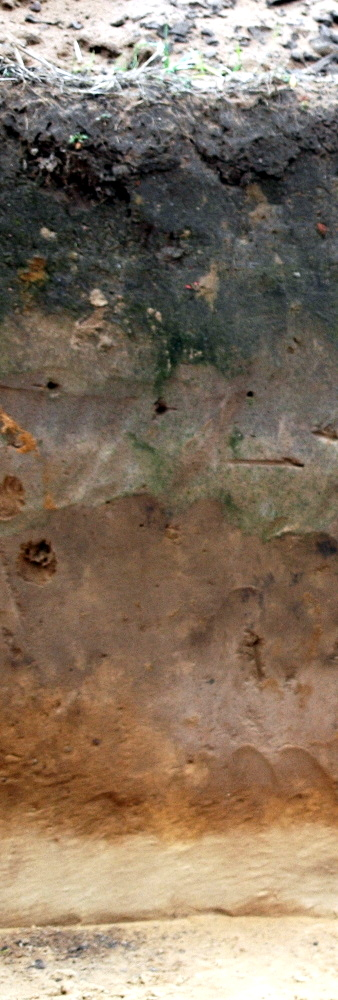
Profil glebowy

Poziom glebowy, poziom genetyczny gleby – to warstwa mineralna, organiczna lub organiczno-mineralna, znajdująca się w obrębie profilu glebowego, mniej więcej równoległa do powierzchni gleby, przekształcona pod wpływem czynników glebotwórczych. Poszczególne poziomy genetyczne różnią się między sobą, np. barwą, zawartością próchnicy, składem mineralogicznym i chemicznym, strukturą i innymi właściwościami. Rodzaj i układ poziomów genetycznych w profilu glebowym są charakterystyczne dla poszczególnych typów gleb.
Poziomy glebowe posiadające ściśle zdefiniowane i mierzalne cechy (wynikające z oddziaływania zachodzących procesów glebotwórczych) nazywa się poziomami diagnostycznymi gleby. Istnieje wyraźna tendencja do zastępowania w typologii gleby klasycznego podejścia gleboznawczo-genetycznego (opartego na procesach glebotwórczych i sekwencji poziomów genetycznych) przez podejście ilościowe wykorzystujące poziomy diagnostyczne do nazwania gleb.
Poziomów genetycznych gleby nie należy mylić z warstwą sedymentacyjną lub wietrzeniową gleby, gdyż określenie to związane jest z procesami geologicznymi i geomorfologicznymi, a nie glebotwórczymi. Czasami jednak poziomy glebowe mogą nawiązywać do określonych warstw sedymentacyjnych.
W obowiązującej w Polsce "Systematyce gleb Polski" z 2019 r. rozróżnia się poziomy główne, a w miarę konieczności także poziomy przejściowe, mieszane i podpoziomy. Każdy z nich ma szereg właściwości typowych oraz towarzyszących opisywanych za pomocą dużych i małych liter oraz cyfr.

## Poziomy główne
Poziomy główne określa się na podstawie dominujących form i intensywności przeobrażeń utworu macierzystego ukształtowanego w czasie procesów glebotwórczych: zmiany barwy, przekształcenia struktury, akumulacji materii organicznej, wymycia lub wmycia frakcji iłu, związków Fe i Al, węglanów lub soli, a także silnego oglejenia. Każdy z głównych poziomów posiada specyficzną nazwę oraz oznaczenie w postaci dużej litery alfabetu łacińskiego. Do oznaczenia specyficznych cech poziomu stosuje się przyrostki oznaczane małymi literami lub symbolami. Można je pomijać w poziomach przejściowych i mieszanych. Dodaje się je alfabetycznie z zastrzeżeniem, że t w poziomie argik jest jako pierwszy, c, d, g, gg, m, x, z, @, ^, # z zasady są na końcu, lecz jeżeli występuje b, to on jest zawsze ostatni. Cechy o słabej ekspresji można podać na końcu w nawiasach.
W Polsce obowiązują oznaczenia zgodne z "Systematyką gleb Polski" z 2019 r. (nawiązujące do klasyfikacji WRB), jednak można spotkać oznaczenia zgodne z poprzednią systematyką np. z 1989 r. lub z 2011 r.
| Symbol według sgP 2019 | Nazwa poziomu głównego                                                        | Opis poziomu głównego (przede wszystkim według sgP 2019) | Symbol według sgP 2011 | Symbol według sgP 1989 |
| ---------------------- | ----------------------------------------------------------------------------- | --- | ---------------------- | ---------------------- |
| O                      | Poziomy i warstwy organiczne                                                  | torf, ściółka leśna lub darń, zawiera >12-20% Corg (ok. 20-35% materii organicznej, która decyduje o cechach poziomu) | O                      | -                      |
| M                      | Poziom murszowy                                                               | organiczny, strukturalny poziom przeobrażony przez proces murszenia — tlenowego, pedogenicznego przeobrażenia torfu, gytii lub mułu po ich odwodnieniu. | M                      | M                      |
| L                      | Poziomy i warstwy osadów podwodnych (limnicznych)                             | organiczne lub mineralne utwory powstałe pod wodą stojącą przez wytrącanie lub osadzanie szczątków organizmów wodnych: torfy osadowe, muły, gytie, dy, kreda jeziorna itp.                                                                                              | L                      | -                      |
| A                      | Poziom próchniczny                                                            | mineralny poziom powierzchniowy (lub pogrzebany) zawierający dobrze rozłożoną materię organiczną, możliwa eluwiacja iłu, Fe i Al. | A                      | A                      |
| E                      | Poziom wymywania (eluwialny)                                                  | wmywanie w głąb profilu frakcji iłu, próchnicy lub Fe i Al co prowadzi do zmiany struktury i jaśniejszej barwy. | E                      | E                      |
| B                      | Poziom wzbogacania i podpowierzchniowego przeobrażenia struktury              | zachodzi w nim zmiana struktury pierwotnej na pedogeniczną oraz: 1) iluwialne nagromadzenie (wmycie) iłu, Fe, Al lub próchnicy lub 2) wymycie węglanów lub 3) nagromadzenie in situ tlenków Fe (i Mn) lub 4) zmiana barwy na jaśniejszą bardziej nasyconą lub czerwoną. | B                      | B                      |
| C                      | Materiał macierzysty gleby mineralnej lub mineralne podłoże gleby organicznej | utwór nie przekształcony przez procesy glebotwórcze, nie mający cech poziomów O, A, E lub B, może wykazywać cechy wmycia węglanów lub oglejenia. | C                      | -                      |
| G                      | Poziom glejowy                                                                | cechy silnego lub całkowitego oglejenia wynikające z trwałych warunków redukcyjnych wskutek długotrwałego nasycenia wodą | G                      | G                      |
| R                      | Lite podłoże skalne                                                           | lita lub spękana naturalna skała lub utwór pochodzenia antropogenicznego (np. ciągła warstwa betonu lub asfaltu), praktycznie niemożliwe kopanie szpadlem, minimalna penetracja korzeni                                                                                 | R                      | R                      |
| -                      | Poziom organiczny                                                             | zawiera > 20% materii organicznej, zarówno ściółka leśna, jak i torf, mursz lub gytia. | -                      | O                      |
| -                      | Poziom skały macierzystej                                                     | podłoże gleb mineralnych leżące poniżej strefy przekształcenia przez procesy glebotwórcze, nieskonsolidowane osady lub zwietrzelina, może wykazywać cechy wmycia węglanów lub soli, cementacji lub oglejenia                                                            | -                      | C                      |
| -                      | Poziom bagienny                                                               | górna część profilu gleby organicznej objęta bagiennym (torfowym) procesem glebotwórczym | -                      | P                      |
| -                      | Podłoże mineralne                                                             | nielite, mineralne podłoże gleb organicznych | -                      | D                      |
| W                      | Warstwa wody stale obecna ponad glebą organiczną lub mineralną                | Jest to symbol dodatkowy w randze poziomu głównego, ale nie poziom główny, nie łączy się z innymi poziomami lub przyrostkami. | -                      | -                      |

### Przyrostki — oznaczenia cech i właściwości poziomów i warstw
| Symbol według sgP 2019 | Opis cech (właściwości, przede wszystkim według sgP 2019) | Najbliższy symbol według sgP 2011 | Najbliższy symbol według sgP 1989 |
| ---------------------- | --- | --------------------------------- | --------------------------------- |
| a                      | torf mocno rozłożony (saprowy) | a                                 | R3                                |
| a                      | poziom lub warstwa wytworzona przez człowieka lub zawierająca antropogeniczne artefakty                                                                         | a                                 | an                                |
| b                      | pogrzebany poziom genetyczny (daw. kopalny) | b                                 | b                                 |
| c                      | akumulacja tlenków lub węglanów w postaci trwałych wytrąceń (konkrecje, kukiełki, pieprze)                                                                      | c                                 | cn                                |
| c                      | limniczne materiały koprogeniczne (gytie); tylko z L | (~c)                              | gy                                |
| ca                     | materiały węglanowe (nie stosuje się do akumulacji wtórnych węglanów i Lm)                                                                                      | ca                                | -                                 |
| cs                     | materiały gipsowe (nie stosuje się do akumulacji wtórnych siarczanów)                                                                                           | cs                                | -                                 |
| d                      | Zmiana struktury, gęstości objętościowej, przepuszczalności i innych właściwości w powierzchniowej warstwie silnie przerośniętej korzeniami traw, tylko z A i M | -                                 | -                                 |
| d                      | warstwa stwardniała (nie scementowana) powodująca fizyczne ograniczenie rozwoju korzeni; w poziomach mineralnych poza fragipanem, marglem i kredą jeziorną      | d                                 | (~x)                              |
| e                      | torf średnio rozłożony (hemowy) | e                                 | R2                                |
| f                      | podpoziom butwinowy ściółek/próchnic leśnych i łąkowych (silnie rozdrobnione, częściowo rozłożone); tylko z O                                                   | f                                 | f                                 |
| fh                     | podpoziom detrytusowy ściółek/próchnic leśnych (rozdrobnione); tylko z O                                                                                        | fh                                | fh                                |
| g                      | oglejenie opadowe | (~g)                              | g                                 |
| gg                     | oglejenie gruntowe | (~g)                              | gg                                |
| h                      | Nieiluwialne nagromadzenie (>3% Corg) materii organicznej, tylko z poziomie próchnicznym A, również pogrzebanym                                                 | -                                 | (~h)                              |
| h                      | iluwialna akumulacja materii organicznej; stosowane w poziomach mineralnych                                                                                     | h                                 | h                                 |
| h                      | podpoziom epihumusowy ściółek/próchnic leśnych (silnie zhumifikowane); tylko z O                                                                                | h                                 | h                                 |
| i                      | torf słabo rozłożony (fibrowy) | i                                 | R1                                |
| i                      | powierzchnie ślizgu (slickensides) | i                                 | -                                 |
| k                      | pedogeniczna akumulacja wtórnych węglanów; stosowane poza R | k                                 | ca                                |
| l                      | podpoziom surowinowy próchnic/ściółek leśnych i łąkowych (nierozłożone); tylko z O                                                                              | l                                 | l                                 |
| l                      | nagromadzenie frakcji iłowej w formie lamell | -                                 | -                                 |
| l                      | materiały mułowe (limnetyczne i telmatyczne), tylko z L | (~c)                              | m                                 |
| m                      | limniczne mineralne materiały silnie węglanowe (margiel jeziorny, wapień jeziorny i łąkowy, kreda jeziorna), tylko z L                                          | m                                 | -                                 |
| m                      | ciągłą lub częściowa cementacja materiału mineralnego, nie łączy się z d                                                                                        | m                                 | (~x)                              |
| n                      | akumulacja sodu wymiennego | n                                 | na                                |
| o                      | czerwono-brunatna barwa spowodowana allochtonicznym wzbogaceniem w żelazo (i mangan), typowe dla poziomu rubik                                                  | o                                 | -                                 |
| p                      | poziom orny, rozluźniony lub spulchniony przez orkę lub inne zabiegi uprawowe; tylko z A                                                                        | p                                 | p                                 |
| pl                     | cienkie, ciągłe warstewki z tlenków Fe (oraz Mn, Al i materii organicznej) tworzące barierę dla wody i korzeni (placik), nie z orsztynem i rudą darniową        | -                                 | -                                 |
| q                      | materiał gruboszkieletowy (rumosz) | -                                 | -                                 |
| r                      | akumulacja Fe i Mn z wód gruntowych w kontakcie z warstwą natlenioną                                                                                            | -                                 | (~ox)                             |
| s                      | eluwialne wymycie półtoratlenków Fe i Al, tylko z E | s                                 | es                                |
| s                      | iluwialne wmycie półtoratlenków Fe i Al, np. z B | s                                 | fe                                |
| t                      | eluwialne wymycie frakcji iłu, tylko z E | t                                 | et                                |
| t                      | iluwialne wmycie frakcji iłu; np. z B | t                                 | t                                 |
| u                      | nagromadzenie zmurszałej materii organicznej; tylko z A | u                                 | (~e, ~i)                          |
| v                      | zmiana barwy piasków spowodowana pedogenicznym wzbogaceniem w Fe in situ w procesie rdzawienia, tylko z B                                                       | v                                 | v                                 |
| w                      | zmiana barwy wskutek nieiluwialnej (in situ) akumulacji Fe oraz wytworzenie struktury pedogenicznej w procesie brunatnienia, tylko z B                          | w                                 | br                                |
| x                      | charakter fragipanu, np. w B | x                                 | x                                 |
| y                      | pedogeniczna akumulacja wtórnych siarczanów (gipsu), poza R | y                                 | cs                                |
| z                      | pedogeniczna akumulacja soli łatwo rozpuszczalnych | z                                 | sa                                |
| @                      | krioturbacje (w warunkach polskich na ogół reliktowe) | -                                 | -                                 |
| ^                      | warstwa „bruku” peryglacjalnego | -                                 | -                                 |
| #                      | antropogeniczna bariera dla korzeni i wody, np. geomembrana lub warstwa asfaltu, betonu                                                                         | -                                 | -                                 |

Symbole w nawiasach pisane kursywą, np. (~c), oznaczają, że dany symbol tylko częściowo odpowiada danemu opisowi.

### Symbole oznaczenia cech poziomów według sgP 1911 niemające odpowiednika w sgP 2019 (tabela powyżej)
- c - ziemie koprogeniczne (gytie, muły) - odpowiada gy oraz m w sgP1989; c oraz l w sgP2019
- g - silne oglejenie - w sgP1989 oraz sgP2019 rozdzielono na g - oglejenie opadowe i gg - oglejenie gruntowe
- r - orsztyn - w sgP1989 wraz z rudą darniową oznaczano ox, w sgP2019 Bsm[2]

### Symbole oznaczenia cech poziomów według sgP 1989 niemające odpowiednika w sgP 2019 (tabela powyżej)
- k - warstwa reliktowa kontaktu krioiluwialnego z zamarzniętym podłożem, wytworzona w środowisku peryglacjalnym,
- n - poziom namułów mineralnych zawierających warstwy organiczne,
- r - nieiluwialne nagromadzenie żelaza, glinu, manganu, próchnicy, niekiedy wzbogacone we frakcję ilastą, pylastą, stosuje się do poziomu głównego B w glebach uprawnych,
- re - poziom reliktowy, stosuje się do poziomów starszej genezy znajdujących się w obrębie współczesnych procesów glebotwórczych,
- t w glebach organicznych oznacza torf, stosuje się do poziomu głównego O,
- bg - warstwa torfu bór-bagnowego torfowiska wysokiego,
- brz - warstwa torfu brzezinowego torfowiska przejściowego,
- e - utwór torfiasty lub murszowaty w glebach organiczno-mineralnych,
- i - utwór murszasty w glebach organiczno-mułowych,
- me - warstwa torfu mechowiskowego torfowiska niskiego,
- ms - warstwa torfu mszarnego torfowiska przejściowego i wysokiego,
- n - poziom namułów mineralnych rozdzielających warstwy organiczne,
- ni - torf niski,
- ol - warstwa torfu olsowego torfowiska niskiego,
- pr - torf przejściowy,
- sz - warstwa torfu szuwarowego torfowiska niskiego,
- tu - warstwa torfu turzycowego torfowiska niskiego,
- tz - warstwa torfu zamulonego,
- wr - warstwa torfu wrzosowiskowego torfowiska wysokiego,
- wy - torf wysoki[6]

## Podpoziomy
Jeżeli istnieje konieczność podziału poziomów na podpoziomy, wówczas po literach oznaczających poziomy główne (O, A itd.) dodaje się cyfry arabskie w ciągłej sekwencji (np. A1, A2, A3). Wskazują one różnice cech i właściwości poziomów, możliwe do zaobserwowania podczas prac terenowych. Zazwyczaj są to barwa lub struktura gleby lub intensywność cechy podstawowej poziomu. Cechy podpoziomu wynikające z pedogenezy oznacza się małymi literami łacińskimi, które dodawane są jako przyrostki dodajemy pomiędzy symbolem poziomu głównego a cyframi arabskimi (np. Bt1, Bt2, Bt3). W systematyce gleb Polski z 1989 r. przyrostki zapisywało się na końcu (np. B1t, B2t).

## Poziomy przejściowe i mieszane
Poziomy mieszane - obejmują pas o szerokości większej niż 5 cm, gdzie obok siebie występują w formie zacieków, soczewek lub warstewek morfologicznie odmienne części zalegających powyżej i poniżej poziomów głównych. Oznacza się je tzw. zapisem łamanym: A/B, B/C itp. Pierwsza litera oznacza poziom, do którego poziom przejściowy jest bardziej podobny.
Poziomy przejściowe - zaznacza się gdy widać jednocześnie przenikające się cechy obydwu poziomów sąsiadujących poziomów głównych, równomiernie lub stopniowo przechodząc z jednego poziomu w drugi. Oznacza się je: AB, BC itp. Cechy symbolu zapisanego jako pierwszy są wyraźniejsze.

## Nieciągłości litogeniczne
Nieciągłości litogeniczne oddzielają w profilu materiały różnego pochodzenia geologicznego. Poszczególne warstwy oznacza się kolejnymi cyframi stawianymi przed symbolami poziomów głównych. Pomija się cyfrę 1 w pierwszej od góry warstwie. Np. A-Et-2Bt-3C
Nie zaznacza się również gdy informacja o nieciągłości oczywiście wynika z definicji poziomu głównego, np. O-A-C-L-G